# Zoroaster alternicanthus
Zoroaster alternicanthus är en sjöstjärneart som beskrevs av McKnight 2006. Zoroaster alternicanthus ingår i släktet Zoroaster och familjen Zoroasteridae. Inga underarter finns listade i Catalogue of Life.